# Мильфей
Мильфей (мильфёй, от фр. mille-feuille — «тысяча листов», также известный под названиями «Наполеон», «ванильный слайс» (vanilla slice) и «кремовый слайс» (custard slice)) — десерт французской кухни на основе слоёного теста с кремом в виде пирожного или торта. На его современную форму повлияли улучшения, сделанные Мари-Антуаном Каремом, французским шеф-поваром и одним из первых практиков «высокой кухни».
Традиционно мильфей состоит из трёх слоёв слоёного теста (pâte feuilletée), чередующихся с двумя слоями заварного крема (creme pâtissière). Верхний слой теста иногда покрывают взбитыми сливками, его можно посыпать сахарной пудрой, какао, крошкой из теста или нарезанным миндалём. Он также может быть покрыт только глазурью или помадкой, или чередоваться белыми (глазурь) и коричневыми (шоколадными) или другими цветными полосами глазури для создания «мраморного» эффекта.

## История
Все элементы рецепта присутствуют в многочисленных поваренных книгах как минимум с XVI века, но точное происхождение мильфея неизвестно. Согласно Oxford Companion to Sugar and Sweets, рецепты мильфея из французских и английских кулинарных книг XVII века являются предшественниками слоёных тортов.
Самое раннее упоминание названия мильфей появляется в 1733 году в англоязычной кулинарной книге, написанной французским шеф-поваром Винсентом Ла Шапелем. Mille-feuille XVIII века подавали с начинкой из варенья и мармелада (необходимо учесть, что по-английски marmalade означает «джем») вместо сливок. Во французском языке первое упоминание мильфей появилось чуть позже, в 1749 году, в поваренной книге Менона:
Для приготовления мильфея берётся слоёное тесто, из него делаются пять одинаковых по размеру и толщиной в две монеты лепёшек, в последней проделывается отверстие посередине в виде рыцарского креста, относительно размера вы будете исходить из блюда, которое будете использовать для подачи, запеките их в духовке. Когда они испекутся и остынут, сложите их друг на друга, тот, у которого отверстие сверху, и проложите джем между каждым коржом, [неясно, возможно, имеется в виду покрытие джемом со всех сторон] и покройте их везде белой глазурью так, чтобы они казались единым целым; вы можете украсить его желе из красной смородины, засахаренной цедрой лимона и фисташками, подать их на тарелке.

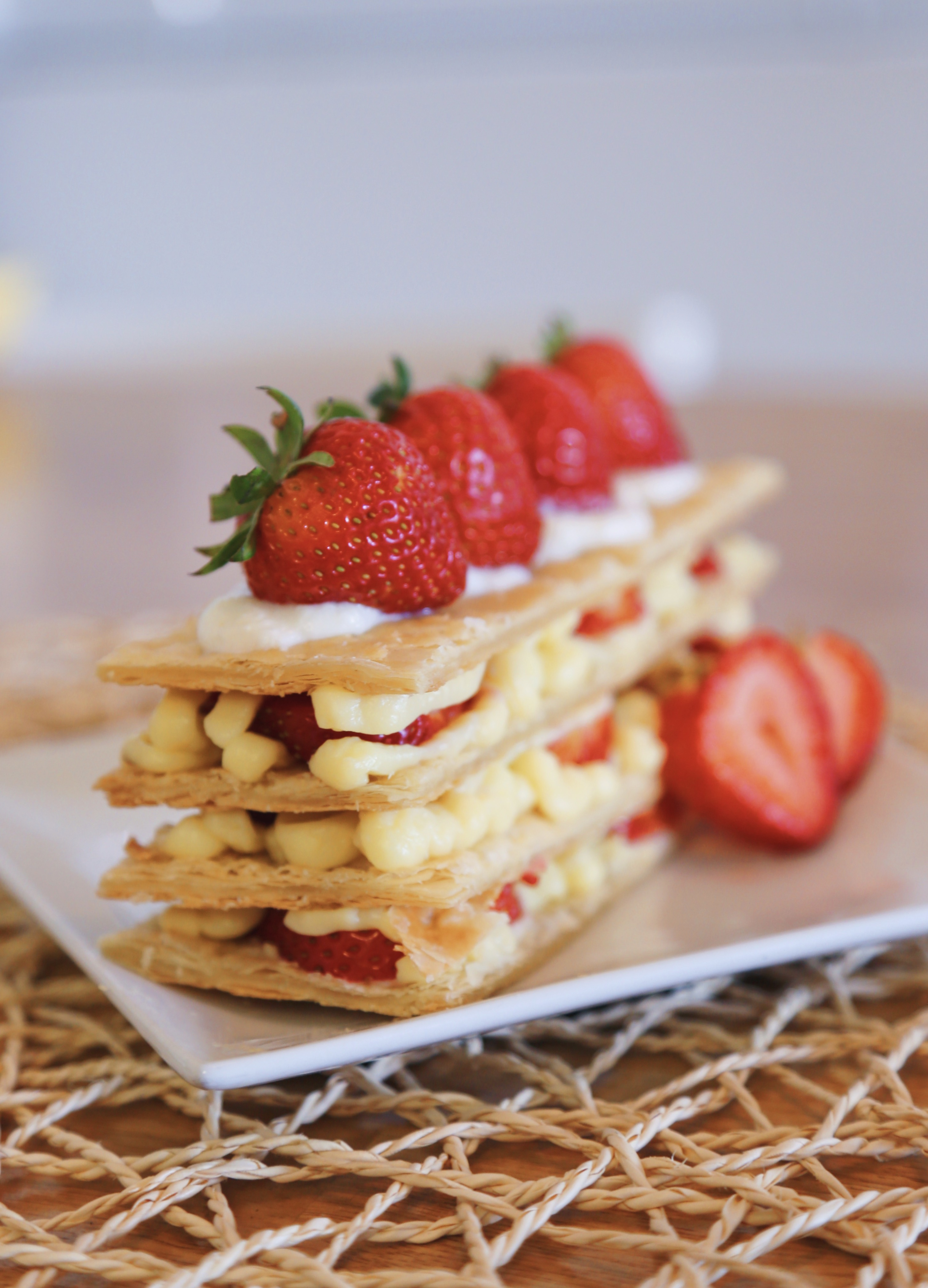
Домашний мильфей со свежей клубникой

Слово мильфей не используется в кулинарных книгах XVIII века. Однако во время правления Наполеона Бонапарта несколько самых модных парижских кондитерских продавали этот торт. В XIX веке все рецепты описывают торт как наполненный джемом, за исключением рецепта 1876 года Урбена Дюбуа, где он подаётся с баварским кремом.
Алан Дэвидсон в Oxford Companion to Food, утверждает, что изобретение формы (но не самого теста) обычно связывают с венгерским Сегедом, где мильфей, покрытый карамелью, называется «сегедским тортом» (Szegediner Torte).

## Общий вид
Традиционно мильфей состоит из трёх слоёв слоёного теста и двух слоёв кондитерского крема. Верхний слой посыпан сахарной пудрой. В более поздних вариантах верх покрыт глазурью в виде чередующихся белых (глазурь) и коричневых (шоколадных) полос, а затем «расчёсывается». Сегодня есть также пикантные мильфеи с сыром и шпинатом или другими пикантными начинками. Часто бывает многослойным с фруктами, чаще всего с клубникой и малиной.

## Вариации

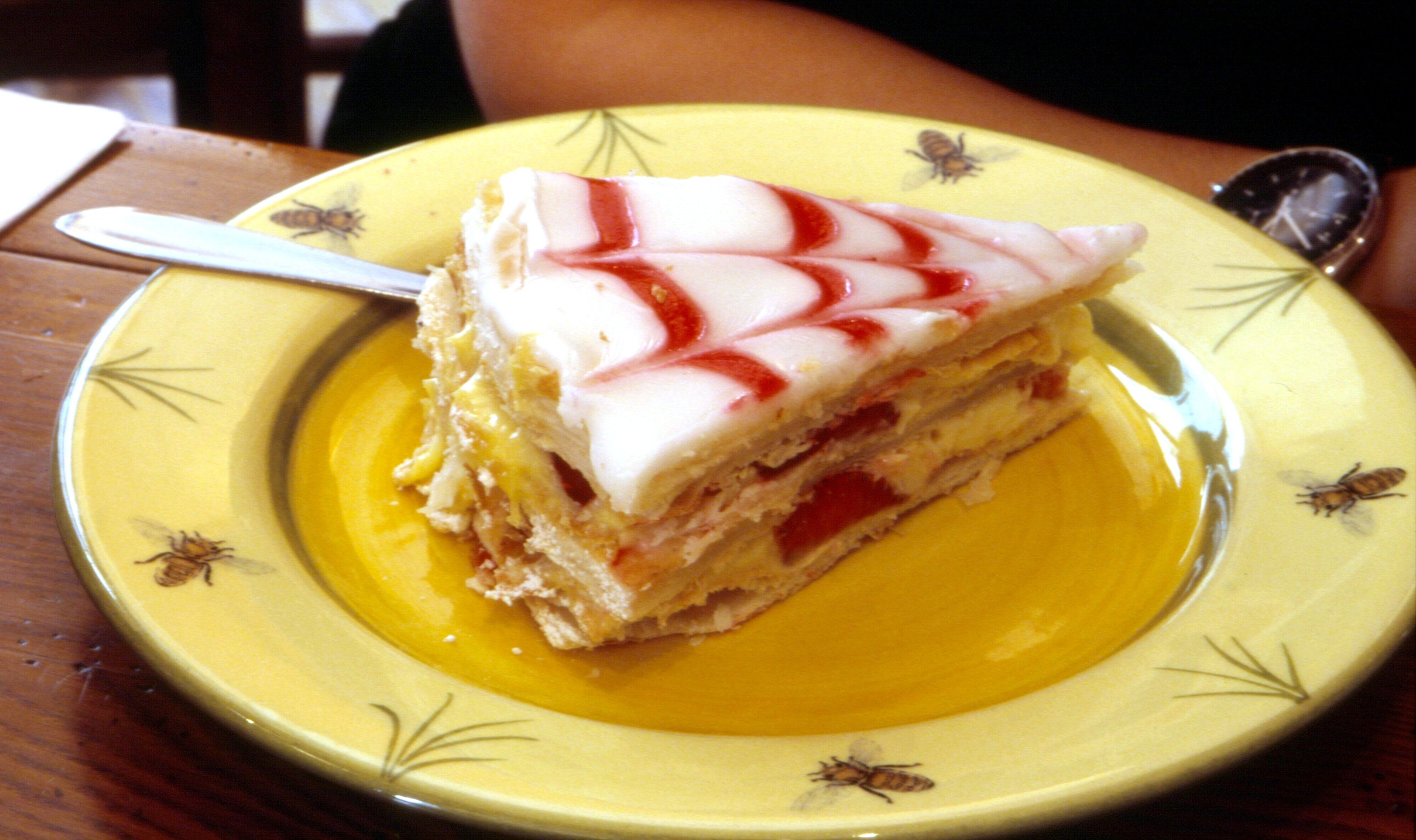
Пирожное мильфей с глазурью

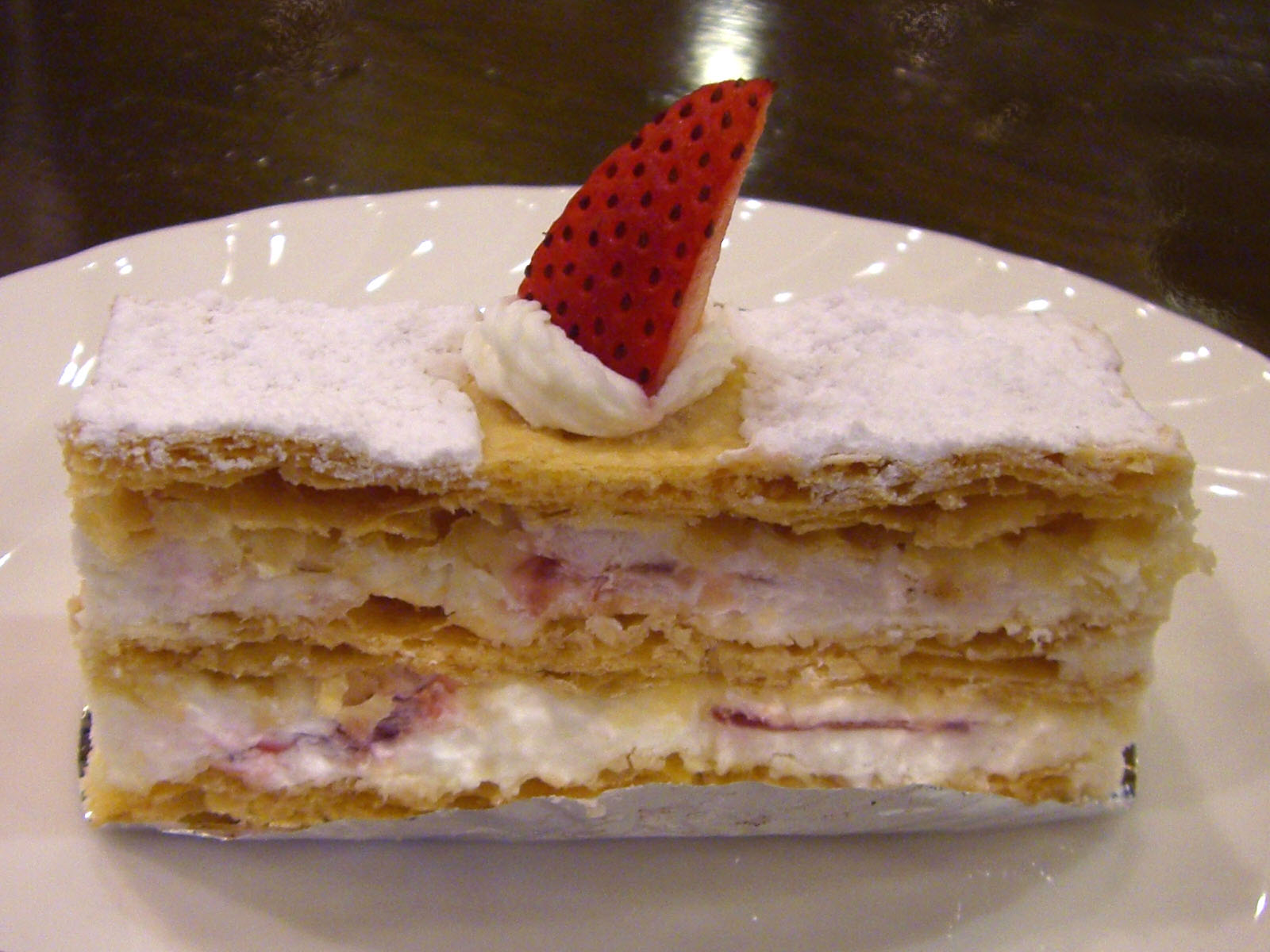
Мильфей (Япония)

По словам Ла Варенна, раньше его называли gâteau de mille-feuilles («торт из тысячи листов») из-за множества слоёв теста. Используется традиционное слоёное тесто, состоящее из шести слоев по три слоя, оно состоит из 729 слоёв; в некоторых современных рецептах их может быть до 2048.
Во Франции выпечка под названием «Наполеон» состоит из двух соединённых слоёв слоёного теста (pâte feuilletée) с начинкой из франжипана.

### Австралия
В Австралии вариантом мильфея является ванильный слайс (vanilla slice) или кремовый слайс (custard slice); в просторечии его иногда называют snot block или pus pie. Он сделан с использованием ванильного крема с желатином и, во многих случаях, с глазурью из маракуйи. French Vanilla slice относится к аналогичному продукту без помадной глазури. В Новой Зеландии он известен как кремовый слайс, «квадрат с заварным кремом», ванильный слайс или, если с глазурью из маракуйи, «слайс с маракуйей».

### Балканские страны

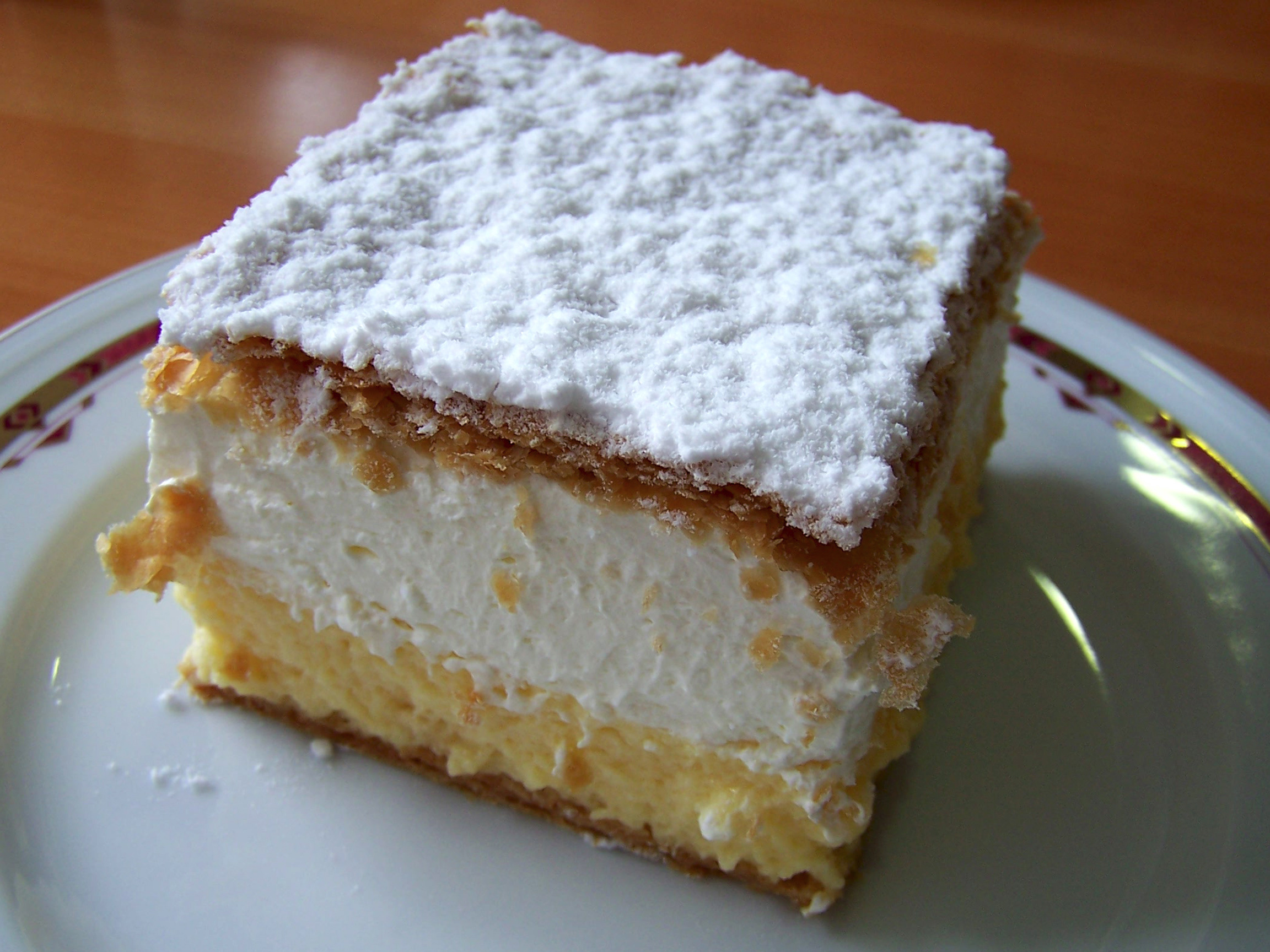
Кремна резина

Аналогичный местный рецепт называется кремпита в Сербии и Боснии и Герцеговине, кремна резина (kremna rezina) или kremšnita в Словении и Хорватии и krémeš в Словакии.

### Бельгия и Нидерланды
В Бельгии и Нидерландах аналогичной выпечкой являются tompouce (или tompoes). В Бельгии существует несколько вариаций, но в Нидерландах десерт приобрел почти культовый статус, с очень небольшими вариациями по форме, размеру, ингредиентам и цвету (всегда два слоя теста, почти всегда розовая глазурь, но оранжевая во время национальных праздников). Мультипликационный персонаж Tom Puss Мартена Тундера назван в честь томпуса (tompouce).

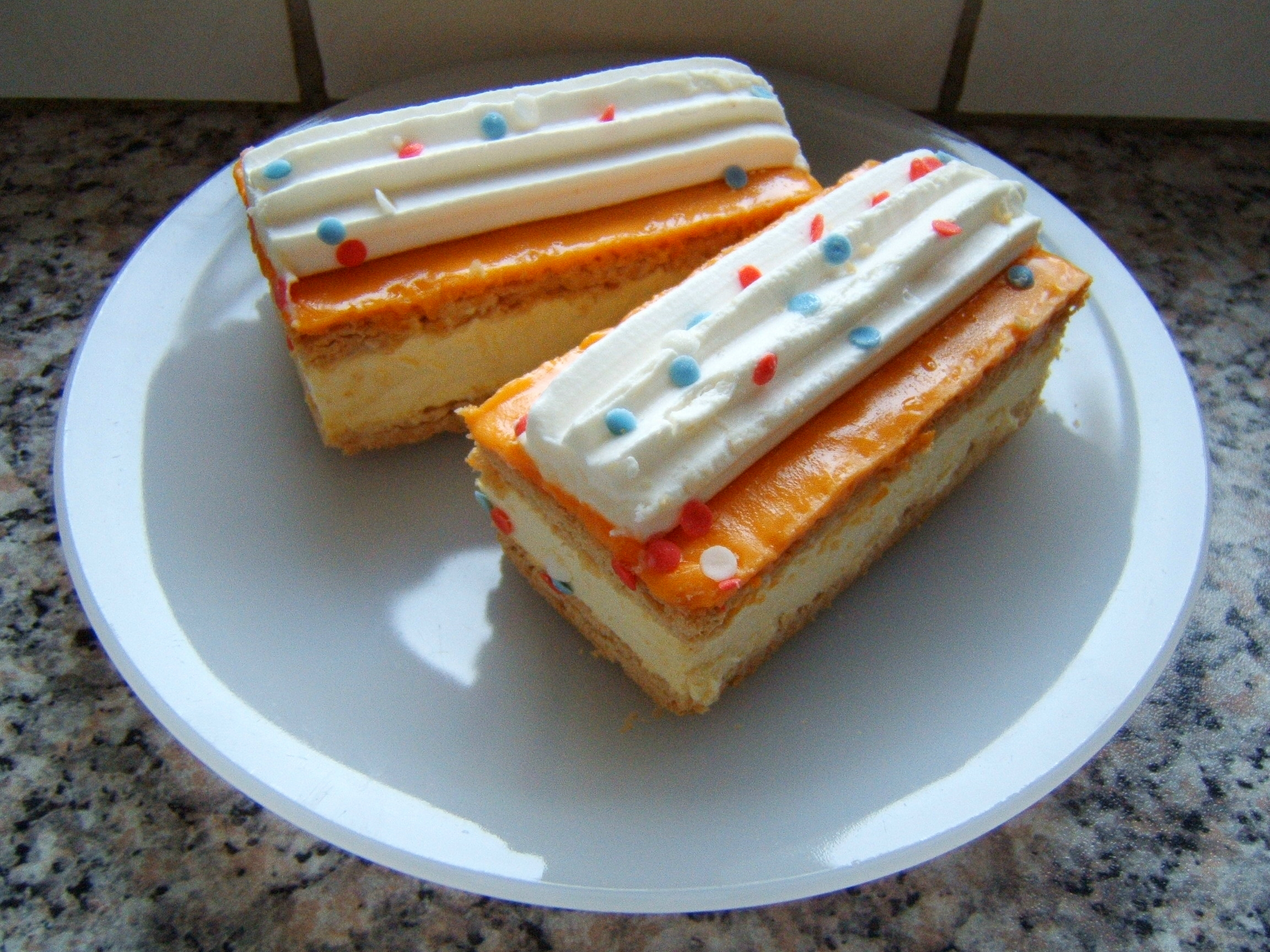
Tompouce в День короля в Нидерландах

### Канада
В Канаде мильфей часто называют gâteaux Napoléon или «кусочек Наполеона» (Napoleon slice) на английском канадском. Он продаётся с заварным кремом, взбитыми сливками или с тем и другим между тремя слоями слоёного теста; миндальная паста — самая распространённая начинка. Французско-канадский метод приготовления мильфея заключается в том, что он готовится из грэм-крекеров вместо слоёного теста, а слой заварного крема заменяется пудингом.

### Немецкие варианты
В немецкоязычной части Швейцарии, а также в Австрии его называют Cremeschnitte. В Израиле он известен под вариацией этого называния кремшнит (קרמשניט).

### Греция
В Греции выпечка называется μιλφέιγ, что является транскрипцией слова mille-feuill с использованием греческого алфавита. Начинка между слоями — крем, тогда как крем Шантильи используется сверху.

### Гонконг

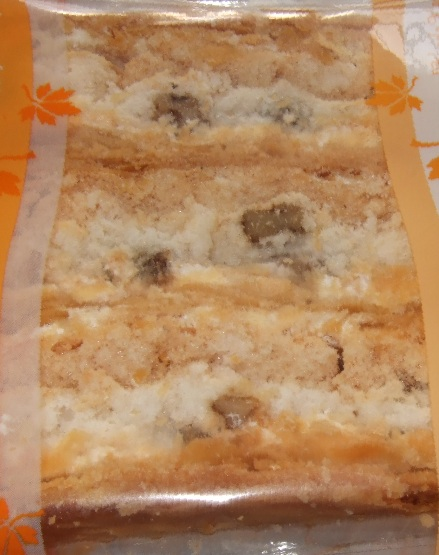
«Наполеон» в Гонконге

В Гонконге拿破侖(«Наполеон») прослоен масляным кремом, безе и грецкими орехами. В материковом Китае аналогичный продукт, также продаваемый как «Наполеон» (拿破侖; Nápòlún, или чаще法式千層酥), варьируется в зависимости от региона и пекарни, но обычно имеет верхний и нижний слои грубого слоёного теста, приготовленного с растительным жиром, а не с маслом, бисквитом и начинкой из искусственного масляного крема.

### Венгрия
В Венгрии называется krémes. Версия francia krémes («французский Наполеон»), увенчана взбитыми сливками и карамелью.

### Италия

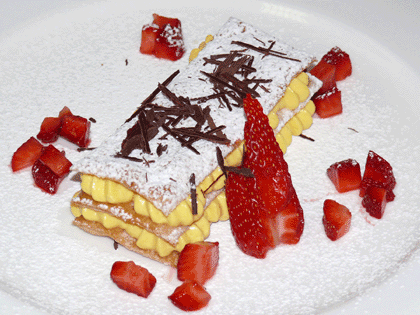
Итальянский foglie с начинкой из заварного крема, украшенный клубникой, тёртым шоколадом и сахарной пудрой

В Италии известен как mille foglie и содержит похожие начинки. Пикантная, несладкая итальянская версия состоит из слоёного теста с начинкой из шпината, сыра или соуса песто. Ещё одним важным отличием итальянского варианта является то, что он часто состоит из слоя слоёного теста, а также слоёв бисквита (например, снизу вверх, слоёное тесто, бисквит с клубникой и кремом, а затем слоёное тесто).

### Иран
В Иране выпечка называется شيرينى ناپلئونى (буквально, «наполеоновская сладкая выпечка»). Состоит из тонкого слоёного теста и часто посыпана сахарной пудрой.

### Литва
В литовской традиции «Наполеон» или Napoleonas очень похожи на русский «Наполеон». Рецепт немного изменён, так как литовцы добавляют слои фруктовой начинки, например, абрикосов. Его часто готовят для свадеб, других торжеств, или дарят.

### Северная Африка
В Тунисе, Марокко и Алжире мильфей употребляют регулярно, и он известен под своим французским названием.

### Филиппины
На Филиппинах их называют napoleones (napoleón в единственном числе), и они состоят из двух-трёх слоев с заварным кремом или белым заварным кремом в качестве начинки, покрытых сахарной глазурью. Это популярное блюдо на острове Негрос, особенно в городе Силай, посетители острова могут купить его как pasalubong.

### Польша

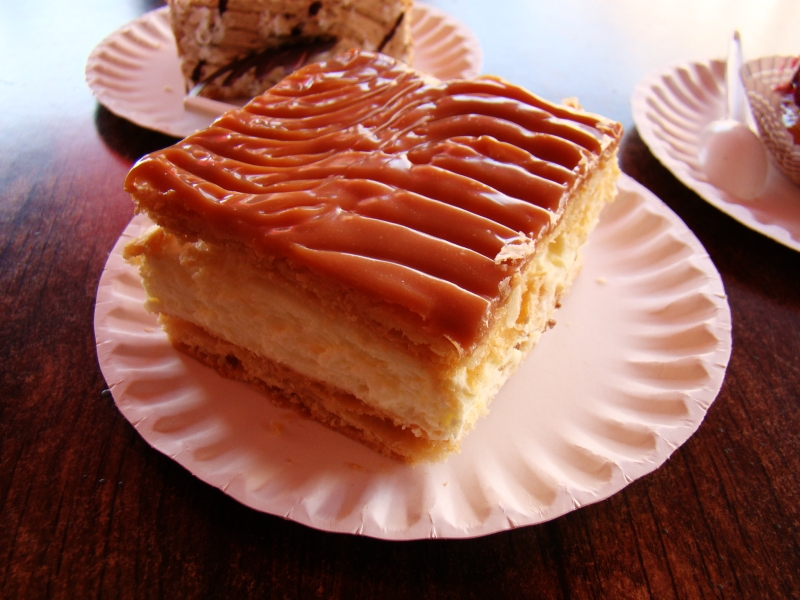
Польская «Наполеонка»

В Польше местный вариант теста официально называется «Наполеонка», реже — kremówka. Он состоит из двух слоёв теста и толстого слоя крема между ними. Сверху всё пирожное посыпают сахарной пудрой.

### Россия
В русской литературе торт под названием «Наполеон» впервые упоминается ещё в первой половине XIX века. Появление таких названий Александр Бестужев объяснял романтически-историческим духом того времени. Торт пользовался особой популярностью после празднования столетия победы русских над Наполеоном в Отечественной войне 1812 года. Во время торжеств 1812 года продавалась выпечка треугольной формы, напоминающая треуголку. Многослойный торт символизировал Великую Армию. Верх покрыт крошкой из теста, символизирующую снег России, который помог русским победить Наполеона. Позже торт стал стандартным десертом советской кухни. В настоящее время «Наполеон» остаётся одним из самых популярных тортов в России и других постсоветских странах. Обычно он имеет больше слоёв, чем французский прототип, но такой же высоты.

### Южная Африка
В Южной Африке и Зимбабве его называют custard slice.

### Испания
В испанских milhojas слоёное тесто — тонкое и хрустящее. Они часто намного глубже, чем только три слоя теста, и могут достигать 0,5 фута (0,15 м) в высоту. В центральных регионах мильходжас обычно состоят из двух или трёх слоёв слоёного теста, наполненных очень толстыми слоями взбитых сливок или крема шантильи.

### Северные страны
В Швеции и Финляндии Napoleonbakelse представляет собой мильфей, наполненный взбитыми сливками, заварным кремом и джемом. Верх пирога покрыт глазурью и желе из смородины. В Дании его называют napoleonskage, а в Норвегии — napoleonskake, что означает «торт Наполеон».

### Великобритания
В Соединённом Королевстве выпечку чаще всего называют ванильный слайс, кремовый слайс, но иногда и мильфей или «Наполеон» на фирменных продуктах. В Великобритании принято использовать только два листа теста с одним толстым слоем начинки между ними.

### США
В США выпечку чаще всего называют «Наполеоном». Обычно он состоит из трёх слоёв теста, наполнен заварным кремом и покрыт сахарной пудрой и узорами в виде перьев или мрамора.

### Латинская Америка
В латиноамериканских milhojas слои слоёного теста покрываются сверху дульсе де лече и сахарной пудрой. В колумбийской версии milhoja между слоями есть дульсе де лече и растопленное желе из гуавы (bocadillo), а сверху он покрыт взбитыми сливками и кокосовой стружкой.